# Endobotrya elegans
Endobotrya elegans är en svampart som beskrevs av Berk. & M.A. Curtis 1874. Endobotrya elegans ingår i släktet Endobotrya, divisionen sporsäcksvampar och riket svampar.   Inga underarter finns listade i Catalogue of Life.